# 龙湖街道 (七台河市)
龙湖街道，是中华人民共和国黑龙江省七台河市茄子河区下辖的一个乡镇级行政单位。

## 行政区划
龙湖街道下辖以下地区：
龙湖社区、鹿山社区和红岚社区。